# Francis Lane
Francis Adonijah Lane (23 de setembre 1874 - 17 de febrer de 1927) era un atleta americà. Competí als Jocs Olímpics d'Estiu de 1896 a Grècia.
Lane va competir als 100 metres llisos, guanyant la seva millor marca amb un temps de 12.2 segons. A la final, Lane va acabar en un empat per a tercer lloc amb Alojz Sokol d'Hongria a 12.6 segons, tot just a penes davant Alexandros Chalkokondilis de Grècia.
Fou cosí del també atleta i medallista olímpic Albert Tyler.